# Samuel Loboda
Samuel Richard Loboda (Coy, 21 mei 1916 – Oakton, 13 juni 1977) was een Amerikaans componist en dirigent. Hij was een zoon van het echtpaar John en Anna Loboda. 

## Levensloop
Loboda begon al op zevenjarige leeftijd met viool spelen. Op de High School in Homer City was hij lid van het schoolorkest. In deze periode leerde hij ook de altviool, contrabas, klarinet en saxofoon te bespelen. Hij studeerde aan het Indiana State College, nu: Indiana University of Pennsylvania in Indiana. Gedurende zijn studie speelde hij viool in het symfonieorkest, altviool in het strijkkwartet en klarinet in het harmonieorkest van de universiteit. Verder zong hij in het koor van deze instelling. Hij behaalde zijn Bachelor of Science in 1936. Hij werd leraar in het Borough School District in Spangler. Hij was ook muziekleraar, instructeur en dirigent van de harmonieorkesten, orkesten en koren van de scholen. In deze periode was hij ook violist en contrabassist in het Johnstown Symfonie Orkest en verzorgde optredens als zanger in recitals. 
Op 6 juni 1941 werd hij instructeur bij een militaire muziekkapel. Vanaf 1942 studeerde hij aan de muziekschool van het Amerikaanse leger in Fort Myer en behaalde zijn diploma in 1943. Hij werd dirigent van het Army Music School Chorus. Omdat de muziekschool gesloten werd, ging hij in augustus 1944 naar de 641e United States Air Force Band, die gestationeerd was op de Morrison Army Airfield vlak bij West Palm Beach. Achtereenvolgens was hij ook nog dirigent van de 398e Army Air Forces Band (augustus 1945), toen op de Filipijnen, en de 287e Army Air Forces Band (september 1945 tot januari 1946), toen in Japan. Na zijn terugkomst was hij eerst weer muziekleraar in Spangler, maar hij werd kort daarna, in 1946, tweede dirigent van de United States Army Band "Pershing's Own" in Fort Myer. Van 1964 tot 1976 was hij chef-dirigent van deze militaire muziekkapel en was hij 1e dirigent in de rang van een kolonel. Loboda was oprichter van de United States Army Chorus. 
Als componist en arrangeur schreef en arrangeerde hij meer dan 600 werken en won in 1964 de Emmy Award voor het muzikale drama Night of the Miracle. In 1967 werd hij gekozen als voorzitter van de American Bandmaster’s Association (A.B.A.). Verder was hij bestuurslid van de United States Army Music School.

## Composities

### Werken voor harmonieorkest
- 1954 Freedoms Foundation
- 1955 The American Legion march "For God and country", voor harmonieorkest
- 1957 The honor guard
- 1957 The Screaming Eagles - 101st Airborn Division's March[1]
- 1969 The Newspaperboys
- Bury me out on the lone prairie
- Dharma (an introspective mood)
- Medley (Noel)
- Pod tvoyu milost
- The Broadcasters March
- The March of the A.G.C. (Adjutant General's Corps)
- The Medal of Honor March
- The Monument and the Sword
- Were you there
- Your army

### Muziektheater

#### Toneelmuziek
- 1964 Night of the miracle - libretto: Karl Jacob Eigsti gebaseerd op een verhaal van J.S. Chmielewski

### Vocale muziek

#### Werken voor koor
- 1944 American battle hymn
- 1955 The American Legion march "For God and country", voor gemengd koor en piano
- 1971 Stand up for America!, voor gemengd koor - tekst: Richard Peet
- Go tell it on the mountain, voor gemengd koor
- Lift up your heads, voor gemengd koor
- The Story of the Stranger, voor gemengd koor

### Filmmuziek
- 1965 O'er the Ramparts We Watched